# نفاذية (علم البصريات)

النفاذية البصرية القريبة من الأشعة تحت الحمراء عبر الياقوت. لاحظ أشرطة الامتصاص العريضة الخضراء والزرقاء مع شريط امتصاص ضيق عند طول موجة 684 نانومتر وهي طول موجة الليزر الياقوتي.

النفاذية في علم البصريات (بالإنجليزية: transmittance) والمطيافية هي مرور جزء من الشعاع الضوئي الساقط عند طول موجة محددة عبر العينة. فإذا كانت العينة شفافة خرج منها غير منقوصا، وهذه حالة مثالية. أما في العادة فهو يفقد جزءا منه في عينة المادة بسبب امتصاصه في العينة ويضعف بالتدريج، ويخرج من العينة الجزء الذي لم يمتص. لهذا يترافق مفوم النفاذية مع مفهوم الامتصاص، والامتصاص هو امتصاص العينة لجزء من الشعاع الضوئي الساقط عند طول موجة محددة. وقد يرد أيضا مصطلح «النفاذية المرئية» و«الامتصاص المرئي» التي تعبر عن أجزاء محددة من الطيف بما يسمى الطيف المرئي.
تحدث تلك الظاهرة أيضا في نفاذية ماء البحر للضوء، تضعف شدة الضوء كلما زاد العمق في الماء - نظرا لامتصاص الماء تدريجيا للضوء؛ حتى أعماق عميقة فيكون الماء معتما تماما ولا تصل إليه أشعة الشمس.
المعادلة التالية تتحكم في النفاذية، أي في نسبة شدة الضوء النافذة إلى شدة الضوء الساقطة:
{\displaystyle {\mathcal {T}}_{\lambda }={I \over I_{0}}\qquad {\mathcal {A}}_{\lambda }={\frac {I_{0}-I}{I_{0}}}}
حيث {\displaystyle I_{0}} هي كثافة الضوء الساقط وI هي كثافة الضوء الخارج من العينة و{\displaystyle {\mathcal {T}}_{\lambda }} و{\displaystyle {\mathcal {A}}_{\lambda }} هي النفاذية والامتصاص. في هذه المعادلات، يعتبر التبعثر والانعكاس قريب من الصفر أو تسعى إلى الصفر. وتعطى النفاذية أحيانا كنسبة مئوية.
ترتبط النفاذية بالامتصاص بالعلاقة:
{\displaystyle A=-\log _{10}{\mathcal {T}}\ =-\log _{10}\left({I \over I_{0}}\right)}
أو باستخدام اللوغاريثم الطبيعي
{\displaystyle A=-\ln {\mathcal {T}}\ =-\ln \left({I \over I_{0}}\right)}
من المعادلة السابقة وقانون بير لامبرت، تعطى النفاذية:
{\displaystyle {\mathcal {T}}=e^{-\alpha \,x}},
حيث {\displaystyle \alpha } معامل التوهين و{\displaystyle x} طول الطريق المسلوك.
يتبين من المعادلة ان النفاذية تعتمد على خاصية المادة ({\displaystyle \alpha }) وعلى سمك المادة x.
أي أن كلما زاد سمك المادة كلما قلت نشبة الضوء النافذة.
ويمكن القول بأن الزجاج مثلا له معامل توهين صغير، أما الحديد مثلا أو الورق فله معامل توهين كبير أو كبير جدا.
لاحظ أن مصطلح النفاذ (transmission) يشير إلى العملية الفيزيائية للضوء المار عبر العينة، في حين أن النفاذية تشير إلى الكمية الرياضية.

## نفاذية الغلاف الجوي للاشعة

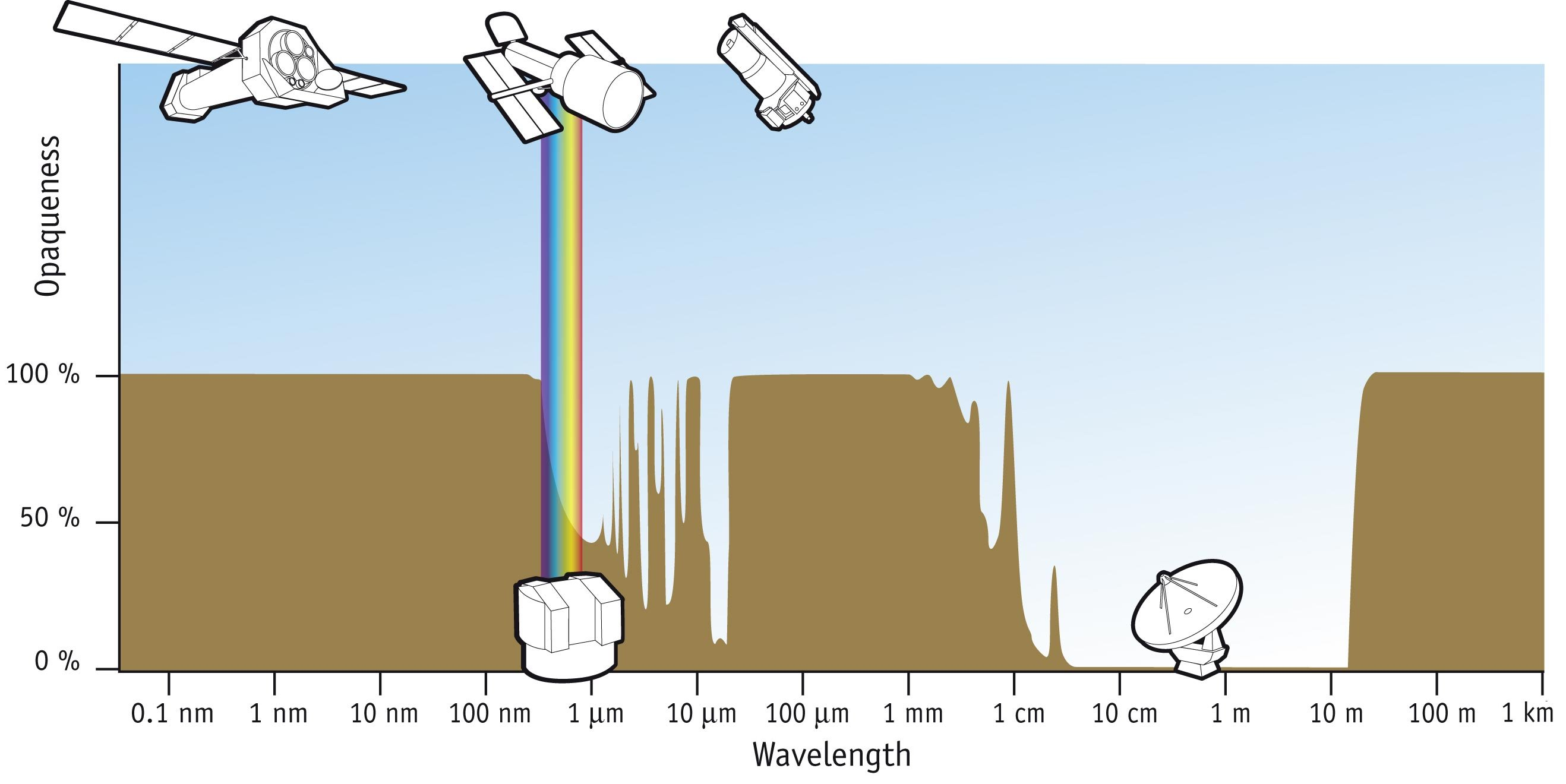
الشكل 2: درجة امتصاص جو الأرض للأشعة المختلفة (اللون البني)، تـُرى نافذتان يعتبر جو الأرض شفافا لهما : في نطاقي الضوء المرئي (الطيف) والأشعة الراديوية (يمين) http://www.spitzer.caltech.edu/Media/mediaimages/background.shtml

تعتمد النفاذية على خاصة للمادة تسمى معامل التوهين. يعتمد معامل التوهين على طول موجة الشعاع الساقط. وبالنسبة للهواء ومى نفاذيته للضوء، فيسقط على الأرض مختلف الأشعة ذات أطوال موجة مختلفة من ضمنها أطوال موجات الطيف. من حسن الحظ أن موجات ضوء الطيف لا يمتصها الهواء ولهذا يعم ضوء النهار عالم الأرض. ولكن الغلاف الجوي معتم لأشعة أخرى كثيرة مثل الأشعة فوق البنفسجية وأشعة إكس، فمن الأشعة فوق البنفسجية يصل منها القليل إلى سطح الأرض، وتشتد كلما ارتفعنا على الجبال العالية. أما الاشعة السينية القادمة من الشمس أو من نجوم سماوية أخرى فتمتص في الغلاف الجوي ولا تصل على سطح الأرض. ولهاذا نرسل المراصد الفضائية لدراسة الأجرام السماوية التي تشع أشعة إكس فتتلقى الأشعة عاليا قبل امتصاص الهواء لها.

## اقرأ أيضا
- عتامة
- انتشار